# Union américaine d'astronomie
Pour les articles homonymes, voir AAS.
L’Union américaine d'astronomie (en anglais The American Astronomical Society, AAS) est une société savante regroupant des astronomes aux États-Unis dont le siège se situe à Washington. Le but de l'AAS est la promotion de l'astronomie et des branches scientifiques associées, ses 6 500 membres comprennent donc des astronomes mais aussi des géologues, physiciens, mathématiciens, etc.
L'AAS est fondée en 1899 par George Ellery Hale. La charte du groupe est écrite par Hale, George Comstock (en), Edward Morley, Simon Newcomb et Edward Charles Pickering. Ces cinq hommes plus quatre autres forment le premier conseil exécutif de l'AAS qui compte alors 114 membres. Le nom de la société n'a pas été décidé avant 1915, précédemment elle s'appelle Astronomical and Astrophysical Society of America.
L'AAS compte de nos jours[Quand ?] 6 500 membres et est composée de cinq divisions. Elle distribue plusieurs prix dont les plus connus sont :
- l’Henry Norris Russell Lectureship,
- le prix Newton Lacy Pierce en astronomie,
- le prix Helen B. Warner pour l'astronomie,
- le prix Beatrice M. Tinsley,
- le prix George Van Biesbroeck,
- le Joseph Weber Award for Astronomical Instrumentation (en),
- le prix Dannie-Heineman d'astrophysique (prix décerné conjointement avec l’American Institute of Physics),
- le prix Harold Clayton Urey (décerné par la division de planétologie de l'AAS),
- le prix d'astronomie Annie J. Cannon (décerné conjointement avec l’American Association of University Women),
- le Prix Gerard P. Kuiper Planetary Science, en mémoire de Gerard P. Kuiper.

L'AAS gère aussi un petit programme d'allocation d'études et un programme d'allocation de voyage dont tout astronome travaillant aux États-Unis peut bénéficier. Elle édite également une revue scientifique, le Bulletin of the American Astronomical Society.

## Divisions
Le champ de l'astronomie étant très diversifié, cinq divisions sont instaurées dans les années 1960-1970. Ces divisions tiennent des conférences séparées :
- la Division de planétologie (en) (Division for Planetary Sciences, DPS, 1968) s'occupe de planétologie et de l'exploration du système solaire.
- la division d'astronomie dynamique (Division on Dynamical Astronomy, DDA, 1969) explore la dynamique des systèmes astronomiques (orbites, évolution et histoire) depuis le système solaire jusqu'au superamas de galaxies à une échelle cosmologique.
- la division d'astrophysique des hautes énergies (High Energy Astrophysics Division, HEAD, 1969), physique des particules, quantum, relativité et gravitation.
- la division d'histoire de l'astronomie (Historical Astronomy Division, HAD, 1969), histoire de l'astronomie et recherche utilisant des données historiques pour résoudre des problèmes actuels en astronomie.
- la division de physique du Soleil (Solar Physics Division, SPD, 1980), les recherches sur le Soleil et ses interactions avec le système solaire et la Terre.